# Мааритса
Ма́аритса (эст. Maaritsa), ранее также Ма́аритсе (эст. Maaritse) — деревня в волости Канепи уезда Пылвамаа, Эстония. 
До административной реформы местных самоуправлений Эстонии 2017 года входила в состав волости Валгъярве.

## География и описание
Расположена в 18  километрах к северу от волостного центра — посёлка Канепи, и в 23 км к северо-западу от уездного центра — города Пылва. Высота над уровнем моря — 144 метра.
Климат умеренный. Официальный язык — эстонский. Почтовый индекс — 63417.

## Население
По данным переписи населения 2021 года, в Мааритса насчитывалось 152 жителя, из них 147 (96,7 %) — эстонцы.
По данным переписи населения 2011 года, в деревне проживали 178 человек, из них 172 (96,6 %) — эстонцы.
Численность населения деревни Мааритса по данным переписей населения:
| Год  | 1959 | 1970  | 1979  | 1989  | 2000  | 2011  | 2021  |
| ---- | ---- | ----- | ----- | ----- | ----- | ----- | ----- |
| Чел. | 86   | ↗ 187 | ↗ 188 | ↘ 180 | ↗ 198 | ↘ 178 | ↘ 152 |

## История
В письменных источниках 1839 года упоминается Maritze, 1923 года — Maaritse (поселение). 

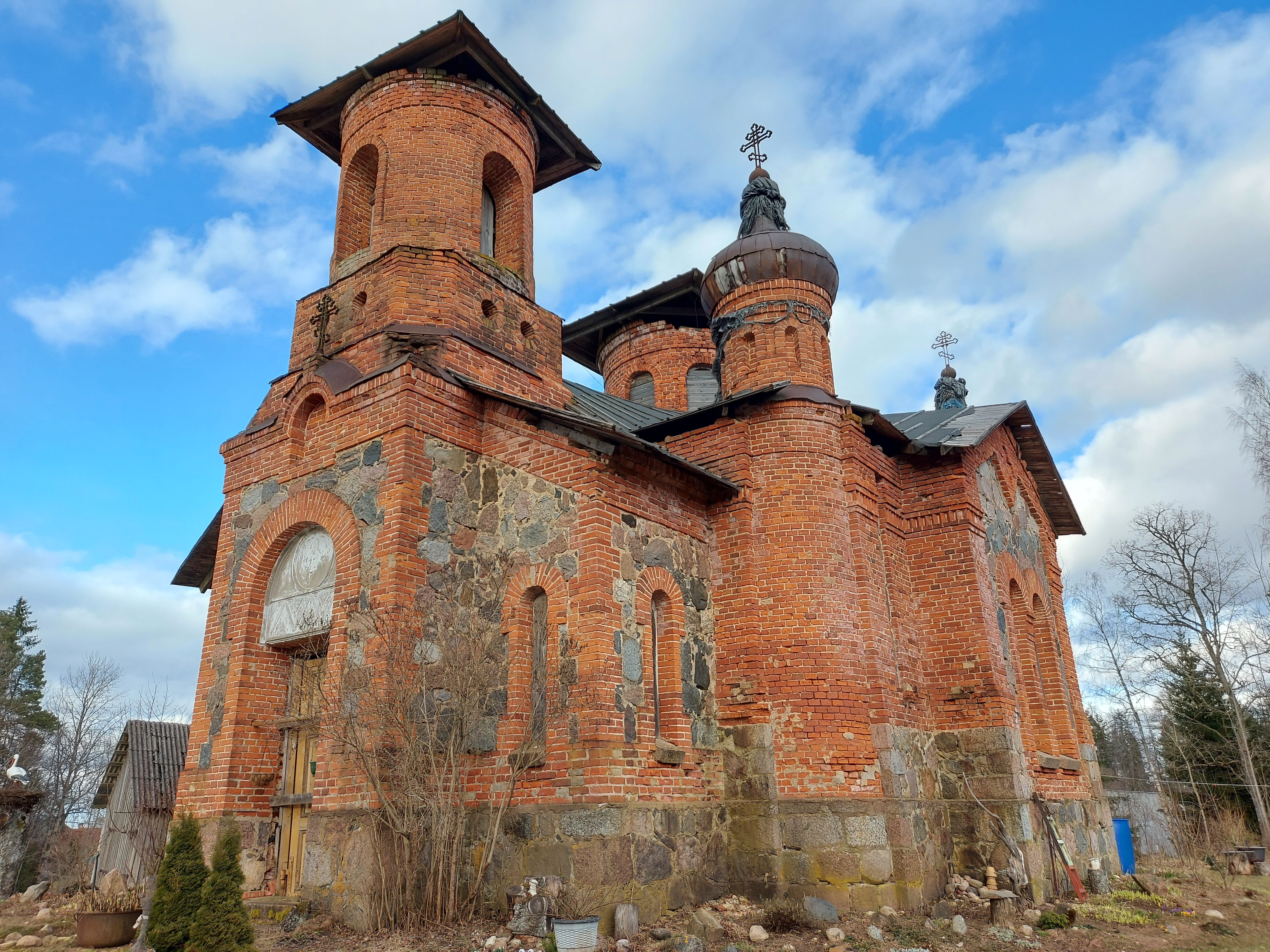
Церковь Преображения Господня в Мааритса, 2021 год

В 1829 году в результате деления мызы Револьд (нем. Rewold, Reol, Dunkelmois, Реола, эст. Reola mõis) была основана побочная мыза Ней-Револьд (нем. Neu-Rewold, Мааритса, эст. Maaritsa mõis, также Вастсе-Реола, эст. Vastse-Reola mõis). Поселение Мааритса возникло рядом с построенной в 1873 году православной церковью Преображения Господня. До 1976 года деревню Мааритса также, как и бывшую мызу, называли Вастсе-Реола.  
В 1977 году, в период кампании по укрупнению деревень, с Мааритса была объединена деревня Лутсу (эст. Lutsu, в 1839 году упоминается хутор Lutzo). 
В 1968 году в деревне, на братской могиле воинов Советской армии, павших во Второй мировой войне (исторический памятник с 1997 до 2023 года), был установлен памятник с надписью «Вечная слава героям, павшим в боях за свободу и независимость Советской Эстонии в Великой Отечественной войне 1941—1945». В 2000 году памятник заменили на новый, получивший название «Сломанные жизненные пути» (авторы Валев Элеранд (Valev Elerand) и Энн Нийтре (Enn Niitre)). Памятник состоит из двух плит с неровными краями. На первой плите даты «1941—1945», перед ней табличка с четырьмя именами; на второй плите надпись «Советским воинам, павшим во Второй мировой войне». В протоколе от 30 ноября 2022 года рабочая группа по советским памятникам при Госканцелярии Эстонии оценила этот памятник как нейтральный (не «красный») монумент, т. е. не подлежащий демонтажу (см. Список советских военных памятников Эстонии).

## Происхождение топонима
По мнению эстонского священника и учителя К. Лухаметса, название деревни произошло от названия хутора (в 1721 и 1723 годах упоминается Mauritza Jaan, в 1723 году — Maritza Jaan), которое, в свою очередь, имеет латинские корни (личное имя Mauritius — ’мавр’).

## Комментарии
1. ↑  Эстонские топонимы, оканчивающиеся на -а, не склоняются и не имеют женского рода (исключение — Нарва)[6].